# Albert Marco Zaurín
Albert Marco Zaurín (Tarragona, 28 de juny de 1975 - 8 de febrer de 2020) va ser un dirigent esportiu i gestor empresarial.
La seva trajectòria va estar vinculada especialment al món de l'activitat física. Va cursar estudis d'educació física i es llicencià en aquesta disciplina per l'Institut Nacional d'Educació Física de Catalunya (INEFC), doctorant-se posteriorment en economia de l'esport. Exercí com a vicepresident de la Federació Catalana de Rugby entre els anys 2009 i 2011, i com a director del Consell Català de l'Esport entre el 2011 i el 2012. També exercí responsabilitats al Canal Olímpic de Catalunya i al Centre d'Alt Rendiment de Sant Cugat del Vallès (CAR). En l'àmbit empresarial, ocupà càrrecs de responsabilitat en diverses empreses relacionades amb el sector esportiu, en el sector privat del fitness, com ara amb l'empresa que gestiona la marca Precor, i fundà l'empresa de gestió d'equipaments esportius Illa Activa. A més de ser director d'expansió i vendes a la Península d'Anytime Fitness, tingué vinculació igualment amb Snap Fitness. També va focalitzar-se en la faceta de consultor i mentor, per a Xarxa Capital, i amb la seva pròpia consultoria Alma Raise. Estigué col·legiat i participà activament en el Col·legi de Professionals de l'Activitat Física i de l'Esport de Catalunya. Presidí el fòrum d'esports Alumni UB i impartí classes en màsters i seminaris. També fou soci fundador del Club Churchill Barcelona. El febrer del 2020 va morir després d'una llarga malaltia.